# Новолі
Новолі (італ. Novoli, сиц. Noule) — муніципалітет в Італії, у регіоні Апулія, провінція Лечче.
Новолі розташоване на відстані близько 500 км на схід від Рима, 130 км на південний схід від Барі, 11 км на захід від Лечче.
Населення — 8147 осіб (2014).
Покровитель — Sant'Antonio Abate.

## Демографія
Населення за роками:

Станом на 1 січня 2023 року в муніципалітеті офіційно проживало 340 іноземців з 39 країн, серед них 26 громадян країн Євросоюзу.

## Сусідні муніципалітети
- Арнезано
- Кампі-Салентина
- Карм'яно
- Лечче
- Саліче-Салентино
- Трепуцці
- Вельє